# Kopierwerk (Seilbahntechnik)
Ein Kopierwerk ist eine Einrichtung in der Seilbahn- oder Aufzugstechnik, das zur Ermittlung der Position eines Fahrbetriebmittels dient.
Bei Anlagen, bei denen dieses starr mit dem Zugseil bzw. bei Aufzügen mit dem Aufhängeseil verbunden ist, kann dieses mit einer Spindel realisiert werden, die mit der Antriebsrolle des Zugseils verbunden ist. Durch die Rotationsbewegung dieser Rolle wird die Spindel hinaus- oder hineingedreht, so dass aus ihrer Stellung auf die Lage des Fahrbetriebsmittels geschlossen werden kann. Die Spindel kann in Abhängigkeit von ihrer Position auch Kontakte auslösen und dadurch Steuerungsbefehle auslösen. Bei unvorhergesehenem Stillstand bleibt der durch diese Vorrichtung ermittelte Lagewert erhalten.
Moderne Kopierwerke arbeiten elektronisch. Hierzu kann eine Scheibe mit fotoelektrischer Abtastung in Verbindung mit einem Impulszähler verwendet werden.